# Valpuiseaux
Valpuiseaux je francouzská obec v departementu Essonne, v regionu Île-de-France, 51 kilometrů jihozápadně od Paříže.

## Geografie
Sousední obce: Puiselet-le-Marais, Bouville, Vayres-sur-Essonne, Courdimanche-sur-Essonne, Maisse, Mespuits a Gironville-sur-Essonne.

## Vývoj počtu obyvatel
Počet obyvatel

## Památky
- kostel Saint-Martin, zapsaný v seznamu památek od roku 1926